# Fotoliasa
Las fotoliasas (EC 4.1.99.3) son enzimas de reparación del ADN, las cuales reparan el daño causado por la exposición a la luz ultravioleta. Este mecanismo enzimático requiere de luz visible, preferentemente de longitudes de onda entre 400 y 500 nm (colores violeta y azul)  para actuar, en un proceso conocido como fotorreactivación.
La fotoliasa es una enzima filogenéticamente antigua, presente en organismos procariotas, y muchos eucariotas. Es particularmente importante en la reparación del daño producido por UV en plantas. Sin embargo, en humanos y otros mamíferos placentarios, no existe sistema de fotorreactivación, en cambio sólo presentan mecanismos de reparación por escisión.
El daño en el ADN causado por efecto de la luz ultravioleta, se manifiesta en la formación de dímeros de timina. Estos dímeros, forman una suerte de bulto en la estructura primaria del ADN, obstaculizando el paso de la ADN polimerasa. La enzima fotoliasa actúa separando el anillo de ciclobutano de los dímeros de timina, reconociendo los lugares defectuosos en la hebra de ADN, y abriendo los dos enlaces C-C del anillo de ciclobutano con la ayuda de dos cofactores, MTHF: Metilentetrahidrofolato o Pterina y FADH que absorben la luz en el espectro visible mencionada anteriormente. 